# Дашко Микола Григорович
Микола Григорович Дашко (нар. 17 квітня 1930, село Добрянка, тепер Високопільського району Херсонської області — 1 травня 2001, місто Херсон) — український радянський діяч, заслужений будівельник Української РСР, бригадир комплексної бригади комбінату «Херсонпромбуд» Херсонської області. Герой Соціалістичної Праці (5.04.1971). Депутат Верховної Ради СРСР 9—11-го скликань.

## Життєпис
Народився в селянській родині. Трудову діяльність розпочав у 1946 році колгоспником колгоспу «Більшовик» Херсонської області.
У 1947 році закінчив Херсонську школу фабрично-заводського навчання № 1.
У 1947—1948 роках — робітник (бетонник-арматурник) комбінату «Херсонпромбуд». У 1948—1950 роках — бригадир комплексної бригади бетонників будівельного тресту комбінату «Херсонпромбуд» Херсонської області.
У 1950—1954 роках — служба в Радянській армії.
У 1954—1972 роках — монтажник, бригадир комплексної бригади низки будівельних організацій комбінату «Херсонпромбуд» Херсонської області. У 1956 році закінчив Ленінградську школу майстрів.
Член КПРС з 1959 року.
З 1972 року — бригадир комплексної бригади будівельно-монтажного управління № 6 комбінату «Херсонпромбуд» Херсонської області. Багато років був наставником молоді, особисто навчив професії будівельника багатьох молодих робітників, проводив велику виховну роботу в Херсонських СПТУ № 2 і СПТУ № 4.
Потім — на пенсії у місті Херсоні, де й похований.

## Нагороди
- Герой Соціалістичної Праці (5.04.1971)
- два ордени Леніна (1958, 5.04.1971)
- орден Трудового Червоного Прапора (1966)
- медаль «За доблесну працю. В ознаменування 100-річчя з дня народження Володимира Ілліча Леніна» (1970)
- медалі
- заслужений будівельник Української РСР (1963)
- почесний громадянин міста Херсона (23.09.1986)